# クロトンモドキ

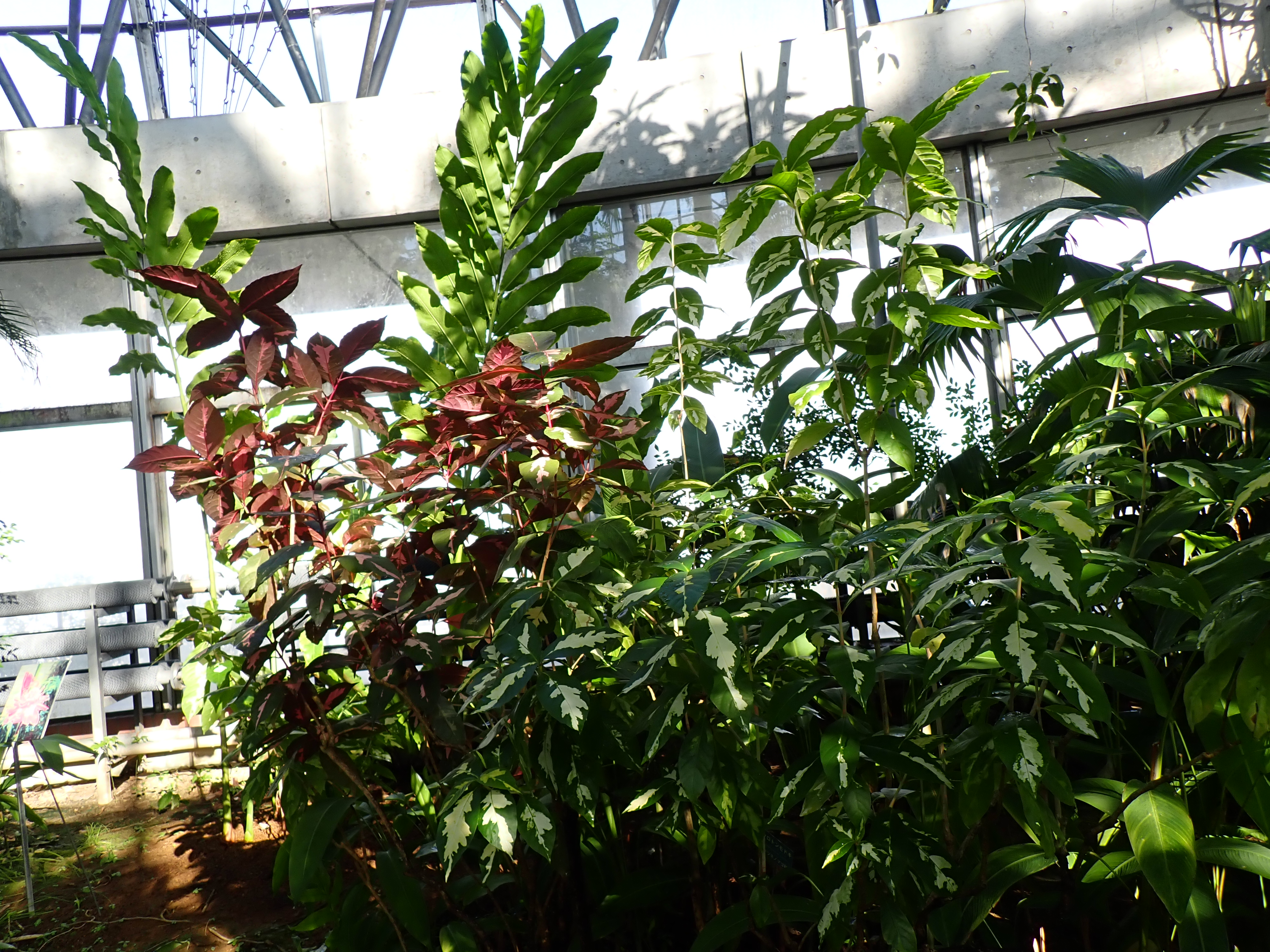
植栽（2024年11月 東京都 夢の島熱帯植物館）

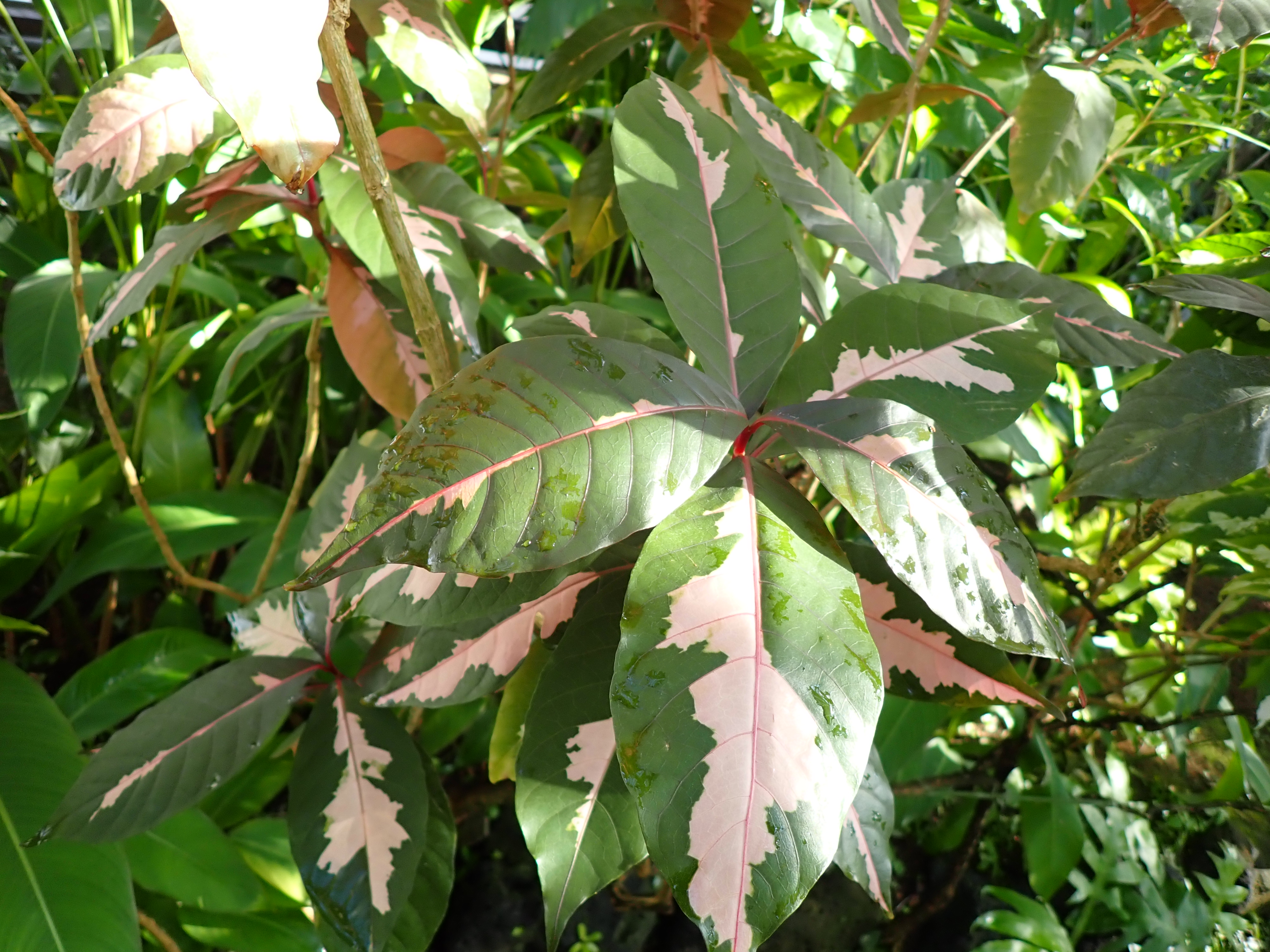
桃斑入りの品種（2024年11月 東京都 夢の島熱帯植物館）

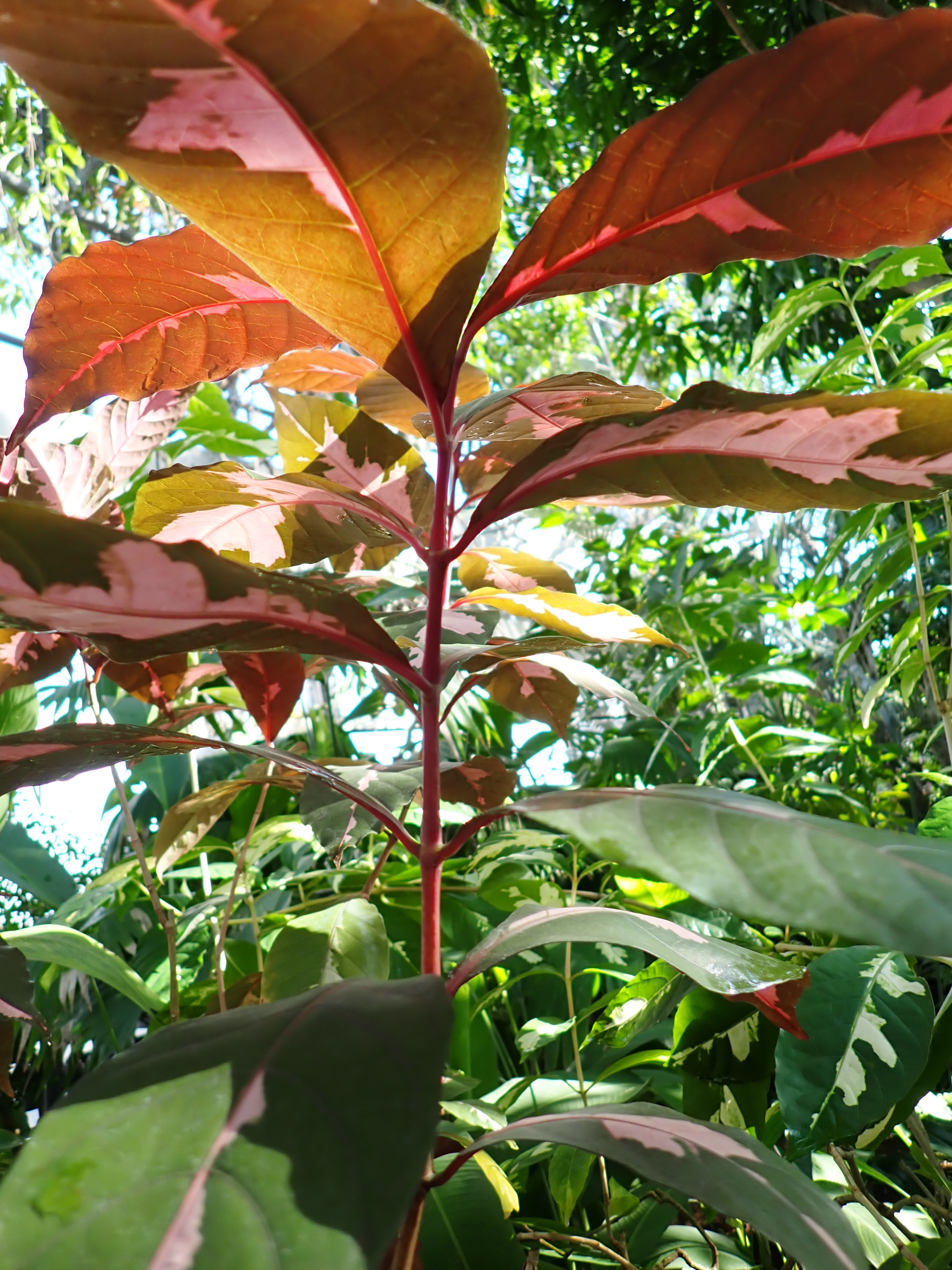
枝の側面観。葉は対生する（2024年11月 東京都 夢の島熱帯植物館）

クロトンモドキ（別名 キンシボク、グラプトフィルム・ピクツム、学名：Graptophyllum pictum）はキツネノマゴ科クロトンモドキ属の常緑の草本性低木。

## 特徴
高さ1–3m。枝葉は草質。葉は長さ10–15cmの長卵形〜楕円形で対生し、濃緑色地に乳白色〜桃色の斑が不規則に入る。花は頂生の短い集散花序につき、花苞は小さく目立たない。花は長さ5cmの赤〜赤紫色で、先は二唇形になり、上唇は2裂、下唇は3裂し、裂片はねじれて反り返る。開花期は7–8月。
トウダイグサ科のクロトンを思わせる鮮やかな葉の模様が和名の由来だが、クロトンの葉は互生し、本種は対生する点で異なる。また、葉はクロトンほどの厚みはない。

## 分布
ニューギニア島原産。

## 利用
熱帯各地で石鹸の代替品や薬用に用いられるほか、生け垣に植栽される。繁殖は挿し木による。温帯では温室内で地植えするか、鉢植えで管理し、夏季は戸外の半日陰（30–40％遮光）で、秋以降は室内で水を控えて管理する。寒さに弱く、冬越しには最低気温10℃以上が必要。